# ستاد جامعة الزراعة الصينية

ستاد جامعة الصين الزراعية في بكين أنشأ الستاد خصيصا لأجل أولمبياد بكين 2008 وتقام فيه لعبة المصارعة وتبلغ مساحته الإجمالية 23950 متر مربع، يحتوي 6000 مقعد ثابت و 2500 مقعد مؤقت وبدأ الإنشاء فيه 2005 وأنجز في 2007.
سيخصص عقب الأولمياد لتقام فيه مسابقات للالعات الرباضية العادية من مختلف الأنواع مثل كرة الريشة وكرة الطاولة والجمباز والكرة الطائرة وكرة السلة وكرة القدم في الصالة وكذلك تقام فيه نشاطات وفعاليات كبيرة الحجم